# Jean-Pierre Hocké
Jean-Pierre Hocké (Lausanne, 31 maart 1938 - 26 juli 2021) was een Zwitsers politicus, die werkte bij het Rode Kruis en van 1986 tot 1989 actief was voor de Verenigde Naties in Genève als hoge commissaris voor de Vluchtelingen (UNHCR).

## Biografie
Hockés voornaamste taak als hoge commissaris was de hervorming van de VN-vluchtelingenorganisatie. In reactie op de kritiek van de Verenigde Staten richtte de organisatie zich meer op de terugkeer van vluchtelingen naar hun landen van herkomst en op opvang in de regio. Hockés termijn werd geplaagd door schandalen; zo kwam het personeel in opstand tegen het weigeren van voedsel aan Ethiopische vluchtelingen die niet 'vrijwillig' terug wensten te keren naar hun land. In 1989 trad Hocké af na een reeks financiële problemen en beschuldigingen van corruptie. Een daaropvolgend VN intern onderzoek maakte die beschuldigingen volledig ongedaan.
- Gemeinsame Normdatei: 12295517X
- International Standard Name Identifier: 0000 0000 1225 1000
- Library of Congress Control Number: ns2018000646
- Nationale Bibliotheek van Israël: 987012502038505171
- Système universitaire de documentation: 193489678
- Virtual International Authority File: 52584485
- WorldCat: E39PBJmHFCCDrbGWpfkJ7vQQbd